# Sibirjakow (Adelsgeschlecht)

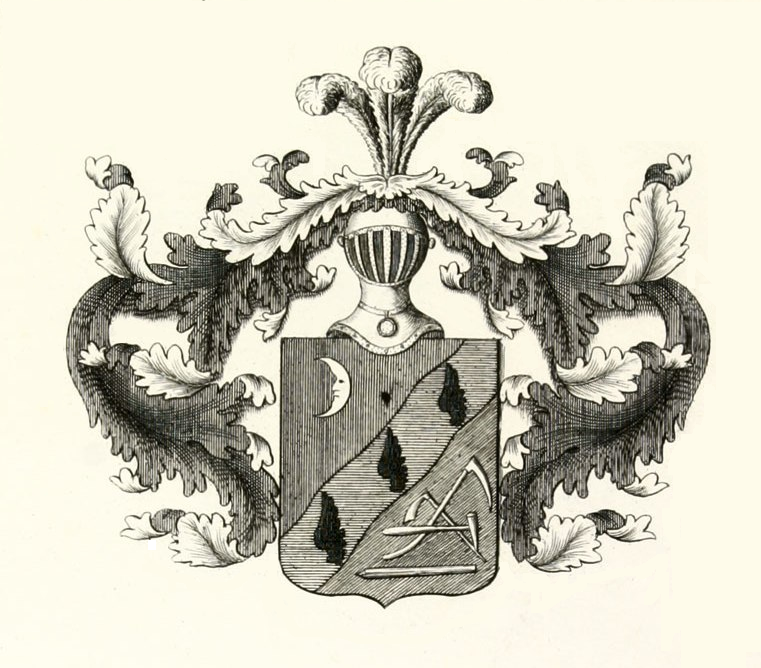
Wappen der Familie Sibirjakow (Beschreibung des Wappens)

Sibirjakow (russisch Сибиряков anhörenⓘ) ist eine russische Kaufmanns- und Adelsfamilie aus der sibirischen Stadt Irkutsk, die wegen ihres Mäzenatentums bekannt geworden ist. Angehörige der Familie Sibirjakow engagieren sich seit Gründung von Irkutsk, das 1686 das Stadtrecht bekam, maßgeblich dafür, eine solide kommunale Infrastruktur in und um die Stadt aufzubauen sowie Kommunikationswege zu anderen Orten Sibiriens zu erschließen. Die Gesamtzahl der von ihnen initiierten und unterstützten Bau-, Sanierungs, Förder- und Hilfsprojekte wird auf über 4.500 geschätzt.

## Geschichte
Als Begründer der Familie gilt Afanasij Sibirjakow (1676–1754), der ursprünglich aus Archangelsk am Weißen Meer stammt. In seinem Besitz befanden sich mehrere Segelschiffe, die auf dem Baikalsee fischten.

### 18. Jahrhundert
Michail Afanasjewitsch (1726–1799) erweiterte die Aktivitäten seines Vaters und wurde ein bedeutender transbaikalischer Unternehmer. 1759 wurde er in den Dienst als Kaufmann der Ersten Zunft (russisch купцом I гильдии) aufgenommen und stieg am 7. Februar 1784 zum Kollegienassessor auf. In den 1760er Jahren begann er mit dem Pelzhandel an der Pazifikküste und mit dem Handel in Kjachta. Im Dienstgrad siebten Ranges wurde am 25. August 1790 auf seinen Antrag dank seiner Verdienste um die wirtschaftliche Entwicklung Sibiriens die sog. erbliche Würde Russischen Adelsreiches anerkannt und der Familie Sibirjakow am 2. März 1791 der Adelstitel mit einem Diplom verliehen, von dem eine Kopie im Heroldsamt der Stadt Irkutsk aufbewahrt wird. Das Familienwappen wurde am 9. Dezember 1791 fertiggestellt.
Sein Bruder Aleksei Afanasjewitsch (1733–1772) war ebenso ein Kaufmann der Ersten Zunft, besaß Fluss- und Seeschiffe und betrieb Fischfang im südwestlichen Teil des Baikalsees und entlang der Angara.
Wasilij Afanasjewitsch (1715–1772) gilt als einer der ersten Historiker von Irkutsk. Es wird angenommen, dass seine Söhne Michail Wassiljewitsch (1744–1814) und Nikolaj Wassiljewitsch (1756–1831) unabhängig voneinander seine Arbeit fortsetzten. Sie gelten als Autoren der Chronik von Irkutsk 1652–1763, die erstmals 1896 veröffentlicht wurde.
1787 beteiligte sich Michail Afanasjewitsch an der Gründung der US-amerikanischen Handels- und Fischereigesellschaft Schelichow, die 1799 mit seinem Tod in die staatliche Russisch-Amerikanische Gesellschaft (russisch Российско-Американской компании) umgewandelt wurde. Seine Erben erhielten Aktien im Wert von 20 Tsd. Rubel besaß. Zu diesem Zeitpunkt besaß die Familie eine Flotte auf dem Baikalsee, die 6 großen Schiffen, einem Dutzend Fischkuttern (Karbas) und weiteren Booten bestand sowie mehrere Minen, die Tuchfabrik Telma im Rajon Ussolje in der Oblast Irkutsk sowie eine 1798 gegründete Fabrik in Irkutsk zur Herstellung von Teakholz, Segeltuch und anderen Stoffen.
Michail Wassiljewitsch, Enkel von Afanasij Sibirjakow, war ebenfalls Kaufmann der Ersten Zunft und wurde im Januar 1787 mit Gründung der Stadtduma erster Bürgermeister von Irkutsk.

### 19. Jahrhundert

#### Xenofon Michailowitsch
Nach dem Tod von Michail Afanesjewitsch übernahm Xenofon Michailowitsch (1772–1825), Vater von Alexandra Xenofontowna (1814–1899), die Aufgaben seines Vaters. Er war Irkutsker Kaufmann der Ersten Zunft und Bürgermeister (1817–1825). Zu den Erbgeschäften der Familie Sibirjakow gehörte auch die Verschiffung von Blei und Kupfer aus den Fabriken in Nertschinsk nach Barnaul, Altai und Jekaterinburg sowie der Bergbau insbesondere mit Gold. So wurde die Bleiverschiffung in den Jahren 1802 und 1803 fast ausschließlich von ihm durchgeführt. Die Abgabe pro Pfund betrug 1 Rubel und 96 Kopeken. Dies war mit ursächlich für einen Anstieg der Gewinne, sodass die Gewinnrate zwischen 44 Prozent (1818) und 60 % (1819) bzw. im Jahr 1817 sogar bei 133 Prozent lag. Die Familie tätigte auch große Lieferungen von gekaufem Brot für die Nertschinsk Brennerei, einem der größem der größten Weinhändler Ostsibiriens, sowie Mehllieferungen nach Jakutsk und Salzlieferungen nach Werchne-Udinsk (heute Ulan-Ude).

#### Sibirjakow-Palast

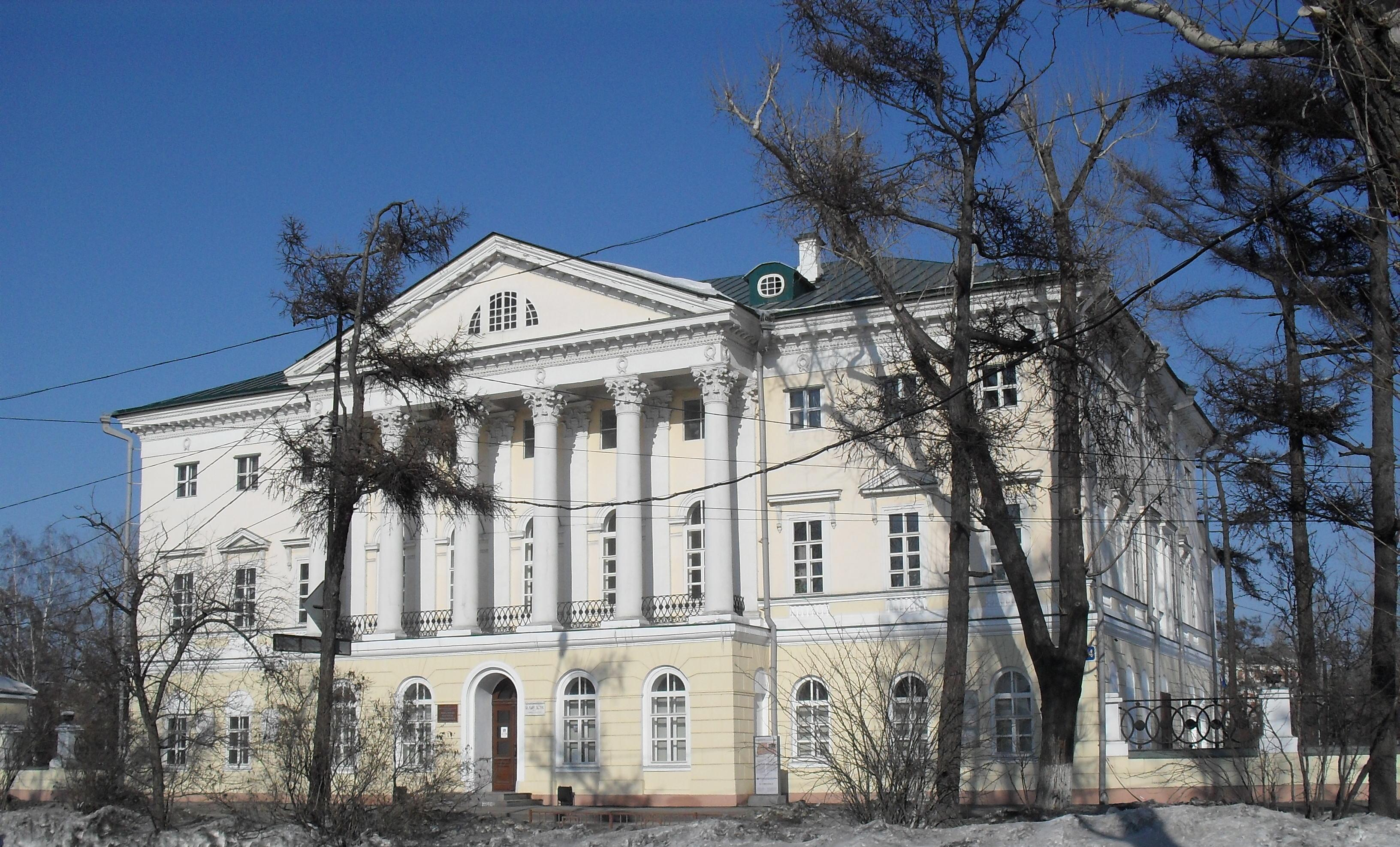
Sibirjakow-Palast

Am Angara-Damm bauten Michail Wassiljewitsch und Ksenofon Michailowitsch in den Jahren 1800 bis 1804 den sogenannten Sibirjakow-Palast als Herrenhaus der Familie im Stil des russischen Klassizismus. Es ist heute als Weißes Haus von Irkutsk (russisch Белый дом) als eines der städtischen Wahrzeichen bekannt und befindet sich auf dem Bulwar Gagarina 24. Es beherbergt seit 1918 die Staatliche Universität Irkutsk und ist seit 1974 ein Objekt des kulturellen Erbes Russlands. Im Jahr 1832 wurde das Haus von der Stadtduma mit 262 Tsd. Rubel bewertet. 1837 verpachtete die Tochter von Xenofon Michailowitsch, Alexandra Xenofontowna, den Herrensitz an die Stadt. Im Frühjahr desselben Jahres zog der Generalgouvaneur von Irkutsk in das Weiße Haus, das fortan als Residenz der Generalgouverneure Ostsibiriens diente und Ort von Staatsbesuchen war. Nach der Oktoberrevolution 1917 wurde das Weiße Haus zum Symbol des revolutionären Kampfes und der Errichtung der Sowjetmacht in Irkutsk. Mit der Unterbringung der 1918 gegründeten Staatlichen Universität Irkutsk durch einen Pachtvertrag kehrte das Gebäude in die ursprüngliche Spiritualität zurück, die heute durch die Unterbringung der wissenschaftlichen Bibliothek der Universität mit einer einzigartigen Sammlung seltener Bücher, Manuskripte und verschiedener Veröffentlichungen verstärkt wird.

#### Alexandra Xenofontowna

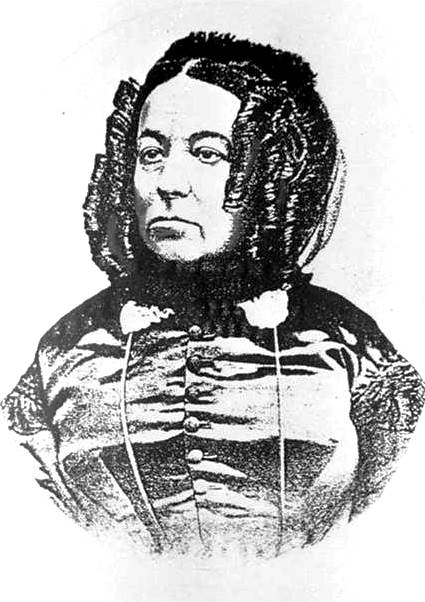
Alexandra Xenofontowna

Alexandra Xenofontowna (1834–1899) war Mäzenin, Ehefrau des Bürgermeisters von Irkutsk Iwan L. Medwednikow und Tochter von Xenofon Michailowitsch. Medwednikowa zog in den 1850er Jahren nach Moskau, wo sie Wohltätigkeitsarbeit leistete. Für ihre guten Taten wurde sie zweimal der Kaiserin Maria Alexandrowna vorgestellt und auch zweimal vom Heiligen Synod gesegnet. 1898 wurde sie durch Beschluss der Stadtduma von Irkutsk als erste Frau zur Ehrenbürgerin gekürt.
1898 spendete sie 100 Tsd. Rubel an die Armen des christlichen Glaubens, die in Irkutsk lebten und baute für 500 Tsd. Rubel ein nach ihrem Mann benanntes Krankenhaus in Irkutsk für Arme und chronisch Erkrankte, was später als Staatshof für die Handwerkerschule sowie Sanatorium der Russischen Akademie der Wissenschaften genutzt wurde.
Mit ihrem Tod hinterließ sie 1899 testamentarisch 5 Mio. Rubel für wohltätige Zwecke. Daraus wurden unter anderem ein Gymnasium mit Turnhalle in Moskau (heute: Botschaft von Kamerun), ein Armenhaus und Krankenhaus für unheilbare Patienten (heute: Zentrales Klinisches Krankenhaus) sowie eine Unterkunft für psychisch kranke Kinder und Epileptiker (heute: Zentrum für psychische Gesundheit von Kindern und Jugendlichen) gebaut.

#### Anna Michailowna
Anna Michailowna (1863–1912) war die Tochter von Michail Alexandrowitsch sowie Schwester von Michail, Konstantin und Innokenti. Sie besaß eine Reihe von Goldminen, die sie von ihrem Vater geerbt hatte und spendete rund 1,43 Mio. Rubel während einer Typhus- und Hungerepidemie in der Tomsker Provinz in den Jahren 1890–1891. Auf ihre Kosten wurden 45 Bäckereien, 3 nationale Kantinen und 10 Teehäuser eröffnet, wodurch rund 6.500 Menschen mit Brot satt wurden. Zur Bekämpfung des Typhus wurden medizinische und sanitäre Abteilungen gebildet, die auf ihre Kosten gehalten wurden und es wurde erhebliche materielle Unterstützung für die Gesellschaft, für bedürftige Migranten und für sibirische Studenten zur Verfügung gestellt.

#### Michail Alexandrowitsch

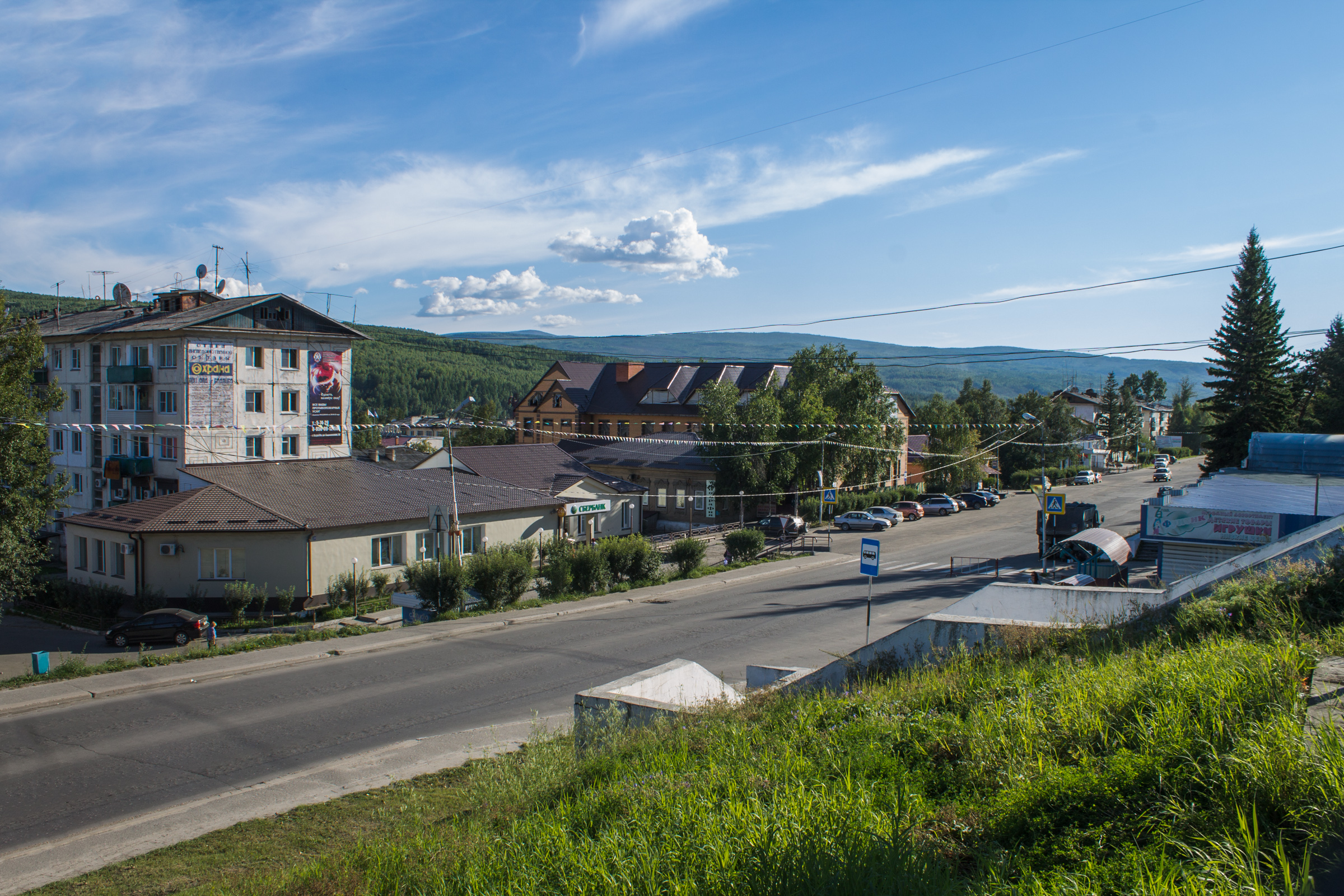
Bodaibo, 2016

Michail Alexandrowitsch (1815–1874), Enkel von Michail Afanesjewitsch, war Ehrenbürger der Stadt Irkutsk, Goldgräber und Gründer der Stadt Bodaibo. In den frühen 1840er Jahren verbesserte er die Familienunternehmen und wurde 1849 als Kaufmann der Ersten Zunft gelistet. Er investierte erfolgreich in den Goldbergbau und entdeckte 1848 Anzeichen von Gold im Tal des Khomolkho-Flusses und später im Lena-Becken. In den frühen 1860er Jahren gründete er mit einigen Partnern den Goldindustrieverband Zheltuhinskoe, dem ursprünglich vier Minen gehörten (später 25 Minen). 1864 wurde die Partnerschaft aufgelöst, und sie gründeten 1865 eine neue Aktiengesellschaft namens Pribrezhno-Witimskaya. Michail Alexandrowitsch besaß drei der dreizehn Aktien.
1864 gründete er die heutige Stadt Bodaibo als Minen-Bodaibo-Residenz. Bis Juli 1865 waren bereits bis zu dreißig Bergwerke eröffnet worden, und das Unternehmen erzielte hohe Gewinne. Nach dem Tod von Trapeznikow wurde beschlossen, ein neues Goldbergbauunternehmen zu gründen, das durchschnittlich 4,5 Tonnen Gold pro Jahr produzierte und von 1865 bis 1899 große Gewinne erzielte. Michail war auch Miteigentümer der Bodaibinskaya-Eisenbahn und gründete 1864 mit Bazanow die Lensko-Witim-Reederei, die später fünf Schiffe besaß. Er investierte auch in die Destillation und war seit den 1860er Jahren Aktionär der Newski-Brennereien. In den frühen 1870er Jahren war er am Bau der Irkutsker Kaserne beteiligt. Sein Vermögen wurde auf etwa 4,4 Mio. Rubel geschätzt, wovon etwa 2,27 Mio. Rubel in Wertpapieren angelegt waren.
Michail Alexandrowitsch bekleidete verschiedene öffentliche und staatliche Ämter. Er war Direktor der Gefängnisvormundschaft des Gouverneurs, Kirchenvorsteher der Himmelfahrtskirche (1863–1865) und Mitglied der Stadtduma von Irkutsk (1860). Er beteiligte sich an karitativen Aktivitäten, spendete für Waisenhäuser, den Vormundschaftsausschuss für verwundete und kranke Soldaten, Kindergärten, das Himmelfahrt-Kloster von Irkutsk und den Bau einer Kapelle zu Ehren des Heiligen Innokenti I. Er unterstützte auch den Bau eines Armenhauses, ein neues Theatergebäude und half den Opfern von Überschwemmungen.

#### Alexander Michailowitsch

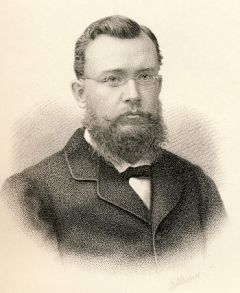
Alexander Michailowitsch, 1880

Alexander Michailowitsch Sibirjakow (1849–1933) war ein Geschäftsmann, Goldindustrieller, Forscher und gilt als bekanntestes Mitglied der Familie Sibirjakow. Er übernahm die Leitung der familieneigenen Goldminen und Reedereien, erwarb die Alexander-Newski-Glasfabrik sowie eine Papierfabrik. Neben den bereits bestehenden Unternehmen gründete Alexander Michailowitsch 1885 die Angarsk-Reederei (heute: Ostsibirien-Reederei) für die Organisation des Schleppverkehrs entlang der Angara zur Festung Bratsk sowie 1894 die Amur-Gesellschaft für Schifffahrt und Handel.
Als Geschäftsmann nährte er Pläne für die Entwicklung Sibiriens, indem er Straßen und Kanäle sowie maritime Beziehungen zu Nachbarländern anlegte, um die Städte besser miteinander zu verknüpfen und begann mit der Förderung der Entwicklung der Nordseeroute. In den Jahren 1885 bis 1895 war er Mitglied der Stadtduma von Irkutsk. 1890 erteilte ihm der Hauptleiter der Uraler Bergbaubetriebe eine Bescheinigung über die Erkundung und Erschließung von Goldseifen und Erzvorkommen an im Bezirk Beresowskaja der Provinz Tobolsk.
Alexander Michailowitsch war einer der Sponsoren der Vega-Polarexpeition des schwedischen Seefahrers Professor Adolf Erik Nordenskiöld. Als es 1879 lange Zeit keine Nachricht aus von der Vega gab, organisierte er die Suche nach Nordenskjöld ihm und schickte Schiffe für die begleitende Erkundung des Arktischen Ozeans. Die schwedische Regierung würdigte die Verdienste aller Organisatoren und Teilnehmer der Expedition und Alexander Michailowitsch wurde zum Ehrenmitglied der Schwedischen Gesellschaft für Anthropologie und Geographie sowie Mitglied der Königlichen Wissenschafts- und Literaturgesellschaft in Göteborg ernannt. 1878 entdeckte Nordenskjöld am Übergang des Jenisseigolfs in die zum Nordpolarmeer gehörende (südliche) Karasee eine rund 850 km2 große Insel und benannte sie nach Alexander Michailowitsch (Sibirjakow-Insel).
Das Interesse an den Wasserstraßen Sibiriens wurde von den praktischen Bedürfnissen sowohl der sibirischen Unternehmer als auch der Einwohner Sibiriens bestimmt. Das unerschlossene Netz wurde zum wichtigsten Grund für die wirtschaftliche Unterentwicklung Sibiriens. Dank der Expeditionen, die in den 1880er und 1890er Jahren in verschiedene Regionen Sibiriens und den Fernen Osten unternommen wurden, entwickelte Alexander Michailowitsch einen Plan zur Verbindung aller Hauptregionen Sibiriens sowohl untereinander als auch mit dem europäischen Russland und anderen Ländern.
In den 1880er Jahren unternahm er eine Reihe von Versuchen, mit dem Dampfer Oscar Dixon über die Karasee zum Jenissei-Strom zu segeln, scheiterte jedoch. Er erforschte die Mündungen der Flüsse Petschora, Jenissei, Ob und Amur, die Ufer der Karasee und des Ochotskischen Meers sowie Landwege zwischen den Flüssen West- und Ostsibiriens. Alexander Michailowitsch beschloss, in Petschora anzuhalten und eine Verbindung zwischen Sibirien und Europa entlang dieser Wasserstraße herzustellen. Er baute daraufhin eine Straße von Petschora nach Ob, die Sibirjakowsky-Trakt genannt wurde. Über sie wurden sibirische Ladungen in das Petschora-Territorium, in den Bezirk Mezensky, an die Murmansk-Küste, nach Nordnorwegen und Dänemark transportiert. Für das Territorium Petschora, das oft an Hunger litt, wurde diese Straße zu einer Rettung, dank derer der Brotpreis in der Region 1887 um das Dreifache sank. Ein wichtiger Schritt bei der Umsetzung des Plans waren die Arbeiten zur Verbesserung der Schifffahrtsbedingungen auf der Angara. 1888 wurden Stromschnellen auf dem Fluss gesprengt und eine Kette für Kettenschleppschiffe am Boden verlegt, allerdings war es nicht möglich, den stromschnellsten Abschnitt der Angara damit zu überwinden.
Die karitativen Tätigkeiten von Alexander Michailowitsch zielten hauptsächlich auf den Ausbau des Fluss- und Seeverkehrs und die Entwicklung von Bildung und Kultur in Sibirien ab, für die er rund 1,8 Mio. Rubel aufwendete. Seine größte öffentliche Spende waren 200 Tsd. Rubel im Jahr 1878 an die erste sibirische Universität in Tomsk, für die er mit dem Orden des Heiligen Wladimir gekürt und 1904 zum Ehrenmitglied der Tomsker Universität gewählt wurde.
1882 baute er sein Wohnhaus in Irkutsk um und eröffnete darin eine kostenlose öffentliche Schule für 40 Mädchen und 40 Jungen. Im Jahr 1883 teilte er der Akademie der Wissenschaften 10 Tsd. Rubel zu. Aus den Zinsen aus diesem Betrag sollten alle drei Jahre ein Preis für den besten historischen Aufsatz über Sibirien verliehen werden. Im Jahr 1898 wurde dieser Preis der Sibirier von der Kaiserlichen Akademie der Wissenschaften der Tomsker Universität zur Verfügung gestellt, der alle drei Jahre für originale, russische historische Werke über Sibirien verliehen wurde.
Für seine Heimatstadt Irkutsk hat Alexander Michailowitsch Bildungseinrichtungen mit großzügigen Spenden unterstützt. 1893 wurde ihm die erbliche Ehrenbürgerschaft der Stadt Irkutsk verliehen. Der Status des Ehrenbürgers wird damit seitdem allen absteigenden Familienmitgliedern anerkannt.

#### Konstantin Michailowitsch
Konstantin Michailowitsch (1854–1911) war der Bruder von Alexander und Innokenti, Bildhauer und politischer Aktivist. Er studierte an der Kaiserlichen Akademie der Künste. Von seinen skulpturalen Werken, die in den 1890er Jahren entstanden, ist heute vor allem die Bronzebüste von Nikolai Jadrinzew bekannt, die 1904 auf dessen Grab in Barnaul aufgestellt wurde. Das Russische Museum in St. Petersburg enthält sein „Porträt eines Unbekannten“ sowie „Porträt einer Frau“ aus 1897. Darüber stammt die Büste des Journalisten Grigori Z. Eliseew von ihm.
Nach dem Tod seines Vaters Michail Alexandrowitsch (1815–1874) erbte er Kapitalanteile in gleicher Höhe wie seine Brüder Alexander (1849–1933) und Innokenti (1860–1901) in Höhe von 875 Tsd. Rubel, Beteiligungen an der Lensko-Witim Shipping Company, an den Goldminen und an der Goldminengesellschaft. Alle Grundstücke sowie bewegliches und unbewegliches Eigentum in Irkutsk wurde hingegen den beiden Brüdern hinterlassen. Als sich Innokenti M. Sibirjakow 1896 entschied, Mönch zu werden, überschrieb er seinen Erbanteil jedoch an Konstantin Michailowitsch.
Im Gegensatz zu seinem älteren Bruder Alexander, der erhebliche Summen in den Ausbau des Fluss- und Seeverkehrs investierte, versuchte Konstantin Michailowitsch, sich als Großgrundbesitzer zu verwirklichen. Mitte der 1870er Jahre kaufte er viel Land von den verarmten Samara-Grundbesitzern auf, um eine rationale Wirtschaft zu organisieren. Insbesondere besaß er Land im Dorf von Skolkowo und im Dorf Alakajewka in der Provinz Samara. Er erwarb mehrere Zehntausend Hektar Land, errichtete ein ganzes Dorf und mehrere Einzelhöfe. Aus dem Hauptdorf mit Schule hat sich später eine kleine Stadt entwickelt. Nach dem Verbot, eine weitere Schule zu eröffnen, verkaufte Konstantin Michailowitsch seine gesamten Ländereien. Eines der Grundstücke im Dorf Alakajewka bei Samara wurde dabei 1889 für 7,5 Tsd. Rubel an die Familie Uljanow veräußert, die nach der Hinrichtung ihres ältesten Sohnes Alexander I. Uljanow mit ihren Kindern dorthin zog. Das Gut blieb sommerliches Reiseziel des späteren Revolutionärs und Gründers der Sowjetunion Wladimir Lenin.
Der Beginn der 1880er Jahre wurde für Konstantin Michailowitsch zu einer Zeit, seine gesellschaftspolitischen und ideologischen Ansichten zu überdenken. Er liebte die Lehren von Lew Tolstoi und schrieb 1885 einen Brief an den Schriftsteller, in dem er ihm anbot, monatlich 100 Rubel zu senden, um sie an die Bedürftigen zu verteilen, und äußerte dabei auch die Idee, eine Zeitschrift zu veröffentlichen, die geeignet sei, das moralische Niveau der Bürger zu erhöhen. In seiner Antwort schrieb Tolstoi:

«Если вы, как я надеюсь, судя по вашему письму, сойдетесь с нами, то с божьей помощью выйдет хорошее и полезное дело.»

„Wenn Sie, wie ich hoffe, Ihrem Brief nach zu urteilen, mit uns zurechtkommen, dann wird mit Gottes Hilfe eine gute und nützliche Tat entstehen.“

Von den Ideen Tolstois mitgerissen, nähert sich Konstantin Michailowitsch einem engen Kreis von Mitarbeitern Tolstois und besucht ihn wiederholt in Jasnaja Poljana bei Tula. Er bietet dem Verlag „Posrednik“ und der Zeitschrift „Russischer Reichtum“ erhebliche materielle Unterstützung an und finanziert oft einzelne Veröffentlichungen. In den Jahren 1886–1889 entstand auf dem Gut Samara eine landwirtschaftliche Siedlung, wo es auch die erste Tolstoi-Kolonie im Kaukasus gab.
Die 1880er Jahre wurden zum Höhepunkt der sozialen und karitativen Tätigkeiten von Konstantin Michailowitsch. Zusammen mit seinen Brüdern Alexander und Innokenti sowie seiner Schwester Anna wurden 10 persönliche Stipendien für die Bestuschew-Kurse in St. Petersburg eingerichtet. Zusammen mit Anna und Innokenti wurde Konstantin Michailowitsch für bedeutende Spenden an diese Bildungseinrichtung zum Ehrenmitglied und lebenslangen Mitglied der Gesellschaft gewählt und stellten Gelder für die St. Petersburger Höheren Frauenkurse bereit. Neben dieser Gesellschaft gründeten Konstantin Michailowitsch und Innokenti Anfang er 1890er Jahre eine weitere Gesellschaft, um bedürftigen Migranten zu helfen.

#### Innokenti Michailowitsch

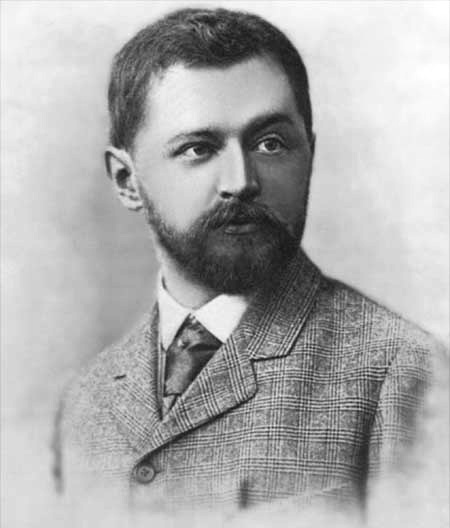
Innokenti Sibirjakow zwischen 1880 und 1901

Innokenti Michailowitsch (1860–1901) war der Bruder von Alexander und Konstantin, Geschäftsmann, Gelehrter und Mönch. Auf seinen Vorschlag hin wurden eine Reihe von wissenschaftlichen Arbeiten angefertigt und veröffentlicht, die in unserer Zeit nicht an Bedeutung verloren haben sowie die ethnographische Jakutsk-Expedition organisiert.
Er erbte nach dem Tod seines Vaters Kapitalanteile in gleicher Höhe wie seine Brüder Alexander und Konstantin in Höhe von 875 Tsd. Rubel, Beteiligungen an der Lensko-Witim Shipping Company, an den Goldminen und an der Goldminengesellschaft sowie – zusammen mit seinem Bruder Alexander – alle Grundstücke sowie bewegliches und unbewegliches Eigentum in Irkutsk. Mit diesen Mitteln begann er bereits auf dem Gymnasium mit karitativen Aktivitäten und half seinen Klassenkameraden finanziell aus. Im Laufe der Jahre hat er Gelder für die Ausbildung junger Menschen in Russland und Europa bereitgestellt, um ihnen nicht nur beim Abschluss, sondern auch beim Aufstehen zu helfen; so hatte er am Alter von 26 Jahren bereits 70 persönliche Stipendiaten. Er beteiligte sich aktiv an der Arbeit der Gesellschaft für die Hilfe für sibirische Studenten in St. Petersburg und finanzierte die Eröffnung von Museen, Schulen und Bibliotheken in sibirischen Städten (darunter Tara, Minusinsk, Tomsk, Barnaul, Ishim, Achinsk und Krasnojarsk) mit 30 Tsd. Rubel und eröffnete 1884 die erste kostenlose öffentliche Stadtbibliotheks Russlands.
Innokenti Michailowitsch trug zur Schaffung neuer und zur Entwicklung einer Reihe bestehender wissenschaftlicher und pädagogischer Zentren in Russland bei. Durch seine Spenden für die Bestuschew-Kurse wurden unter seiner Schirmherrschaft auch ein Vorlesungsgebäude und zwei Wohnheime erworben, die heute noch Teil der St. Petersburger Universität sind. Er spendete 50 Tsd. Rubel zur Gründung des ersten medizinischen Instituts für Frauen in Russland (heute: Medizinische Universität St. Petersburg).
1893–1896 war er Miteigentümer der JSC Schifffahrts- und Handelsgesellschaft entlang des Amur und finanzierte so eine Reihe wissenschaftlicher Expeditionen, darunter eine Expedition des Entdeckers Grigori N. Potanin im Jahr 1894–1896.

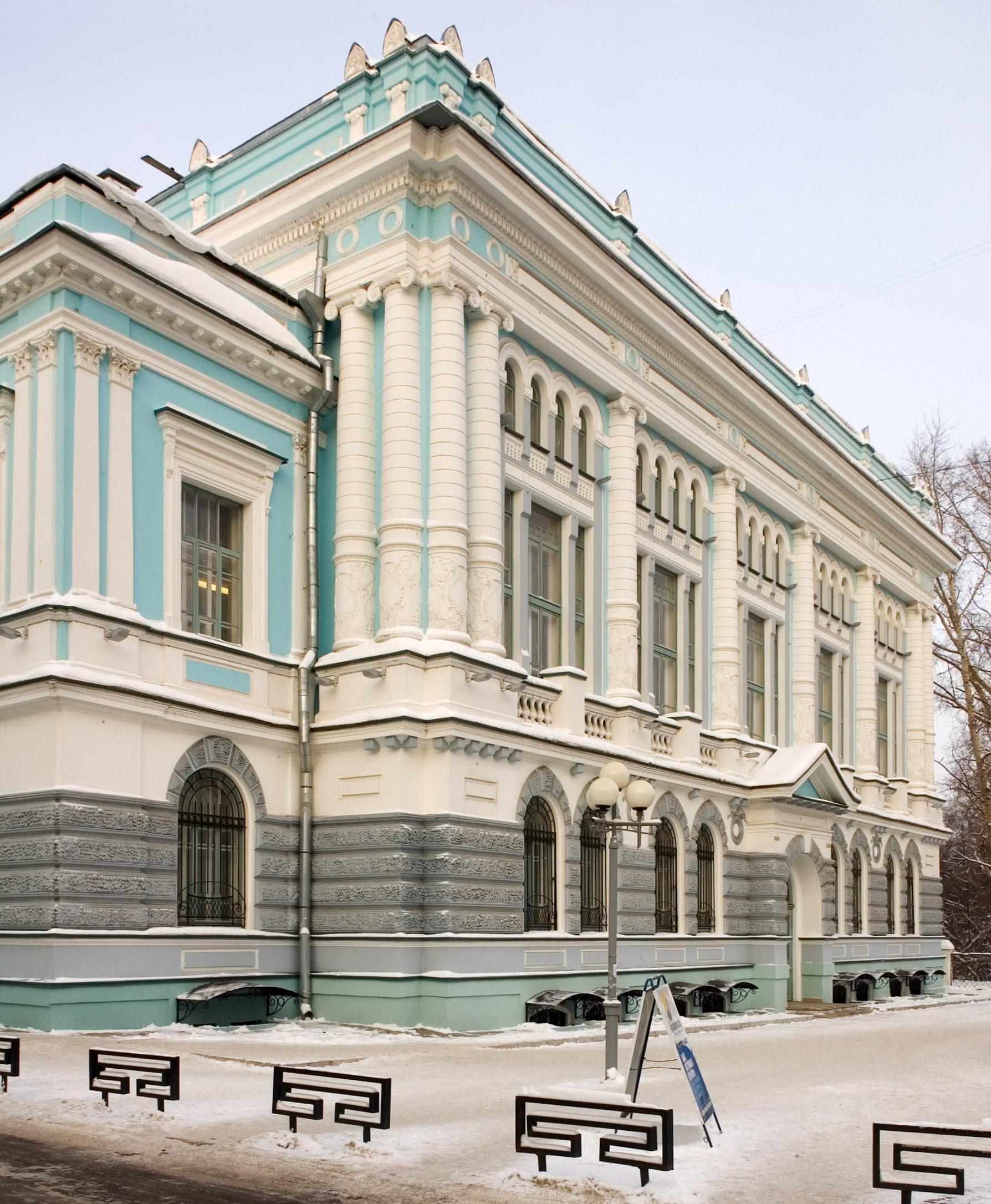
Staatliche Universität Tomsk, zu deren Gründung Innokenti Michailowitsch beitrug

Im Jahr 1893 übergab er seinem ehemaligen Lehrer Lesgaft 200 Tsd. Rubel und sein Haus in St. Petersburg. Lesgaft verkaufte das Haus, um den Betrag aufzufüllen, und baute auf Wunsch Innokenti Michailowitschs hin ein Gebäude mit biologischem Labor und Naturkundemuseum sowie einen eigenen Verlag, das die Grundlage für die heutige Lesgaft National State University of Physical Education, Sport and Health in St. Petersburg bildet. Darüber hinaus trug Innokenti Michailowitsch zur Gründung der ersten Universität in Sibirien (Staatliche Universität Tomsk) bei und stellte 10 Tsd. Rubel zur Verfügung, um die ostsibirische Abteilung der Kaiserlich Russischen Geographischen Gesellschaft zu erweitern. Aufgrund seiner guten Taten nannten Zeitgenossen Innokenti Michailowitsch einen „Freund der Wissenschaft und Literatur“.
Er wurde zum Ehrenmitglied der Gesellschaft zur Pflege armer und kranker Kinder gewählt, schenkte der Gesellschaft armer Frauen seine Datscha in Raivola, wo ein Mädchenhaus eingerichtet wurde und spendete Gelder für den Aufbau von Bibliotheken in Pfarrschulen und in armen Provinzschulen. Ferner gab er über 600 Tsd. Rubel für die Veröffentlichung wissenschaftlicher sowie fiktiver Literatur aus, darunter auch Werke von Edward Piekarski, Iwan Chudjakow, Nikolai Jadrinzew und Wassili N. Semewski.
Der Gesamtbetrag, den Innokenti Michailowitsch für wohltätige Zwecke gespendet hat, wird auf rund 3,6 Mio. Rubel geschätzt.
Unabhängig von seinen Spenden für Bildungs- und soziale Einrichtungen wurden während seiner Zeit als Mönch auch der orthodoxen Kirche Gelder für den Bau und den Ausbau geistlicher Einrichtungen zuteil. Hierzu zählen insbesondere rund 600 Tsd. Rubel für den Bau der Kasaner Kirche sowie 2,4 Mio. Rubel für die Sanierung und den Unterhalt bedürftiger Klöster in Russland.

### 20. Jahrhundert und Gegenwart
Der Vorsitz über die heutige vermögensverwaltenden Familiengesellschaft wird entsprechend des Hausgesetzes an erstgeborene Kind mit Eintritt dessen 35. Lebensjahres bzw. bei dessen Tod den nächsten Verwandten in linearer oder kollateraler Linie oderübergeben.
- Leonid Alexandrowitsch Sibirjakow (1879–1930) war Kaufmann in Irkutsk.
- Nikolaj Leonidowitsch Sibirjakow (1905–2002) war Kaufmann und Hochschullehrer in Irkutsk. Er finanzierte den Bau von über 60 Bildungseinrichtungen sowie rund 15 Einrichtungen für Arme und Kranke in Sibirien.
- Fjodor Nikolajewitsch Sibirjakow (* 1942) ist ehemaliger Geschichtslehrer in Irkutsk. 1980 unternahm er eine Reise nach Deutschland, wo er 1982 ansässig wurde und 1985–2005 an einer Grundschule in Bonn unterrichtete. In den Jahren 1977–1999 ließ er 43 Grund- und weiterbildende Schulen sowie 11 Bibliotheken und 1 Museum in Sibirien bauen und unterstützte zahlreiche Bildungsprojekte. Zur Geburt seines ersten Enkelkindes errichtete er 1986 die Svetlana-Sibirjakowa-Vorschule (Дошкольное учреждение им. Светлана Г. Сибирякова) in Angarsk.
- Lena Fjodorowna Sibirjakowa (* 1964) wurde in Irkutsk geboren und lebt mit ihrer Familie in Deutschland, wo sie seit 1988 als Therapeutin arbeitet. Sie ist für den Bau von 6 Krankenhäusern, 15 Pflegeheimen, 12 Waisenhäusern, 5 Schulen, 8 Kindergärten sowie die Unterstützung zahlreicher Projekte aus der Gesundheitsversorgung in den Jahren 1999–2021 verantwortlich. Das Prinzip der Väterlinie wurde mit ihr erstmals durchbrochen.
- Seit 2021 hat Svetlana Genrichowna Sibirjakowa (* 1986 in Bonn) den Vorsitz über die Familienholding inne und unterstützte unter anderem den Bau eines neuen Krankenhauses in Krasnojarsk, Hilfsorganisationen während der COVID-19-Pandemie und förderte Kultur- und Bildungseinrichtungen in Sibirien. 2022 richtete sie einen Fonds ein, aus dem zinsfreie Darlehen an Organisationen aus den infrastrukturellen Bereichen Gesundheit und Armut gewährt werden konnten.

## Beschreibung des Wappens
Die Beschreibung des Wappens (1791) der Familie Sibirjakow ist auf Seite 127 in Teil 1 des Buches der Wappen der Adelsfamilien des Russischen Kaiserreiches zu finden und lautet wie folgt: Der Schild wird durch einen diagonal gedrehten blauen Streifen von links nach rechts in zwei gleiche Teile geteilt, auf dem drei schwarze Adlerflügel abgebildet sind. Unten, in einem lila Feld, befinden sich Bergbauwerkzeuge; oben in rotem Feld ein silberner Halbmond. Der Schild wird von einem edlen Helm überragt. Das Wappen wird geziert von drei Straußenfedern. Die Heftung auf dem Schild ist rot, eingefasst in Silber.
Die Bedeutung des Wappens lautet: Die blaue Farbe symbolisiert Schönheit, Größe, Loyalität, Vertrauen, Perfektion sowie Entwicklung, Fortschritt, Hoffnung und Traum. Die rote Farbe symbolisiert Liebe, Mut, Bravour und Großzügigkeit. Der Adler ist ein Symbol für Macht, Herrschaft, Unabhängigkeit, Stärke sowie Großzügigkeit und Weitsicht. Der Halbmond ist ein Halbkreis mit einem konkaven Mittelteil; er symbolisiert den Sieg gegen das Osmanische Reich im Russisch-Osmanischen Krieg (1768–1774). Der Helm ist ein Symbol für die Zugehörigkeit zu einer betitelten Familie.

## Einzelne Persönlichkeiten
- Alexandra Xenofontowna Medwednikowa (1814–1899), Mäzin
- Michail Alexandrowitsch Sibirjakow (1815–1874), Goldgräber und Gründer der Stadt Bodaibo
- Alexander Michailowitsch Sibirjakow (1849–1933), Mäzen, Goldindustrieller und Forschungsreisender
- Konstantin Michailowitsch Sibirjakow (1854–1911), Mäzen, Bildhauer und politischer Aktivist
- Innokenti Michailowitsch Sibirjakow (1860–1901), Mäzen, Geschäftsmann, Gelehrter und Mönch

## Trivia

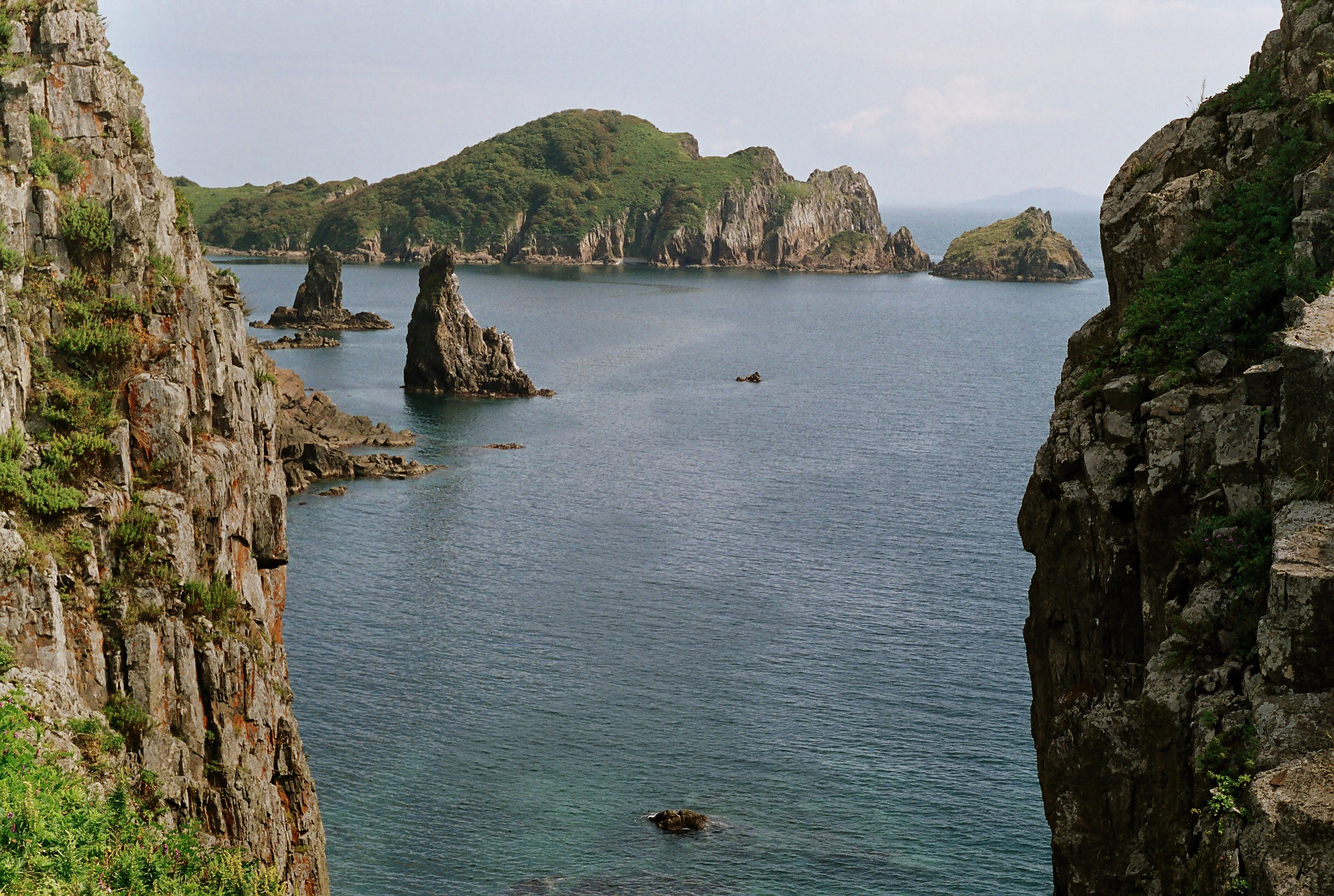
Sibirjakow-Insel im Japanischen Meer

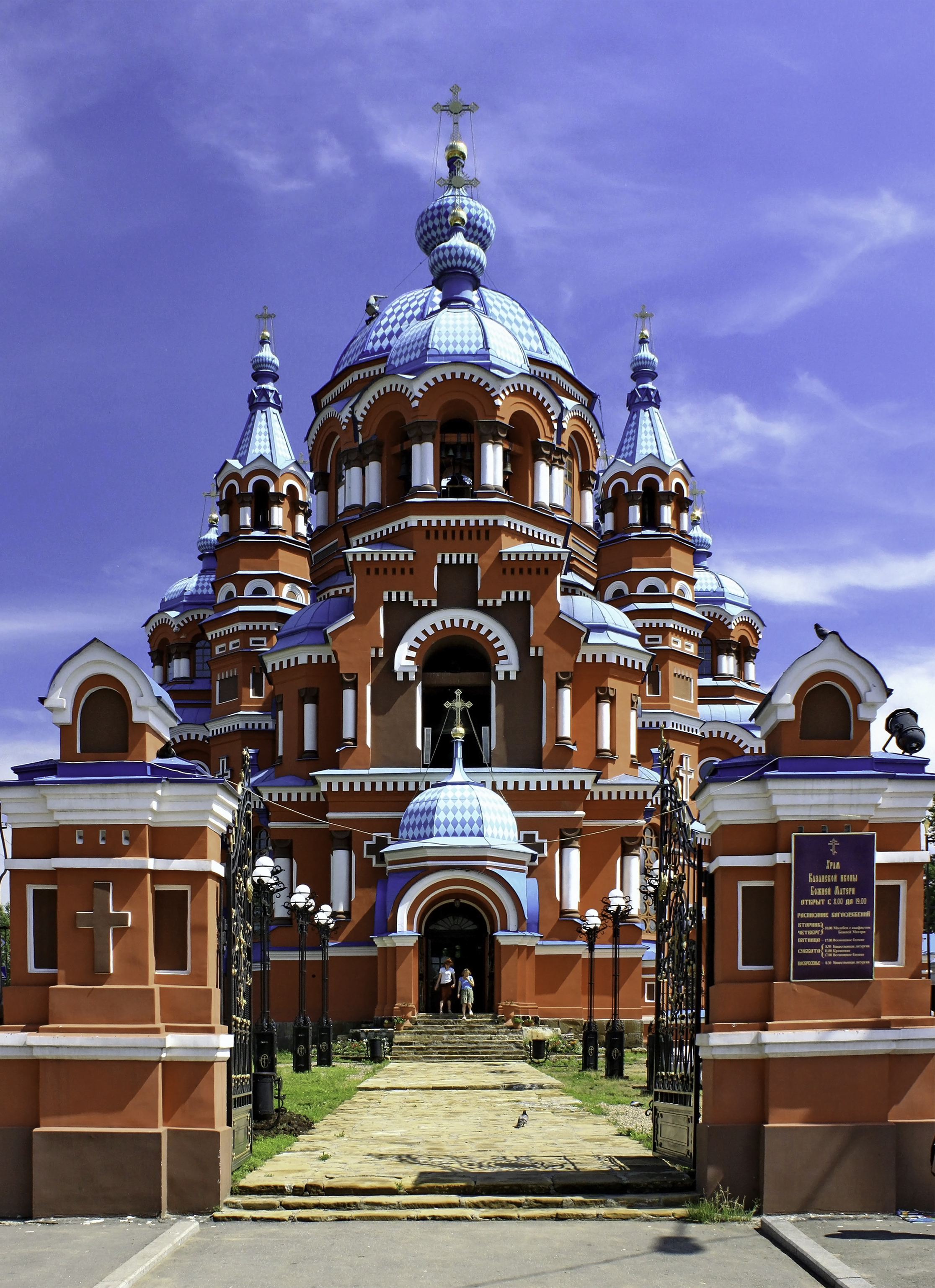
Kasaner Kirche in Irkutsk

- Sibirjakow-Insel (Insel in der Karasee): Die Sibirjakow-Insel ist eine 847 km2 große Insel im Süden der Karasee, einem Randmeer des Arktischen Meeres, am Eingang zum Jenisseigolf. Sie wurde 1878 bei einer Expedition entdeckt und nach Alexander Michailowitsch Sibirjakow benannt. Sie hat keine ständige Bevölkerung, entlang der Küste finden sich jedoch Hütten von Fischern.
- Sibirjakow-Insel (Insel im Japanischen Meer): Die Insel Sibirjakow ist eine 1,2 km2 große Insel in der Peter-der-Große-Bucht des Japanischen Meeres. Sie wurde 1863 entdeckt und nach Xenofon Michailowitsch Sibirjakow benannt.
- Sibirjakow-Straße (Meerenge nördlich der Insel Dikson in der Karasee): Der Eisbrecher und das Forschungsschiff „Alexander Sibirjakow“ sank während einer Polarexpedition durch ein Gefecht mit dem deutschen Kriegsschiff „Admiral Scheer“ im August 1942. Zu Ehren der Besatzung wurde die Meerenge in der Karasee nördlich der Insel Dikson Sibirjakow-Straße benannt.
- Sibirjakow-Gwardejzew-Straße: Straße in Nowosibirsk
- Historisches Museum der Stadt Irkutsk: Das regionale Heimatmuseum wurde 1782 von Alexander Michailowitsch Sibirjakow gegründet und zählt als eines der ältesten Museen Russlands. Die Ausstellung ist dem Leben in Sibirien seit der Vorgeschichte gewidmet und wird jährlich von 300.000 Menschen besucht.
- Universität Tomsk: Innokenti Michailowitsch Sibirjakow trug zur Gründung der ersten Universität in Sibirien (Tomsk-Universität) bei und stellte 10 Tsd. Rubel zur Verfügung, um die ostsibirische Abteilung der Kaiserlich Russischen Geographischen Gesellschaft zu erweitern.
- Medizinische Universität St. Petersburg: Innokenti Michailowitsch Sibirjakow trug zur Schaffung neuer und zur Entwicklung einer Reihe bestehender wissenschaftlicher und pädagogischer Zentren in Russland bei. Durch seine Spenden für die Bestuschew-Kurse wurden unter seiner Schirmherrschaft auch ein Vorlesungsgebäude und zwei Wohnheime erworben, die heute noch Teil der St. Petersburger Universität sind. Er spendete 50 Tsd. Rubel zur Gründung des ersten medizinischen Instituts für Frauen in Russland (heute: Medizinische Universität St. Petersburg).
- Medwednikowskaya-Gymnasium (Moskau): Testamentarisch ließ Alexandra Ksenofontowna Medwednikowa (geb. Sibirjakowa) 1899 in Moskau ein Gymnasium mit Turnhalle errichten. Kaiser Nikolaj II. ließ den Betrieb im Jahr 1901 aufnehmen. Das Medwednikowskaya-Gymnasium wurde 1918 nach der Oktoberrevolution geschlossen. Das Gebäude dient heute als Botschaft von Kamerun.
- Erste kostenlose öffentliche Stadtbibliothek Russlands: Innokenti Michailowitsch Sibirjakow beteiligte sich aktiv an der Arbeit der Gesellschaft für die Hilfe für sibirische Studenten in St. Petersburg und finanzierte die Eröffnung von Museen, Schulen und Bibliotheken in sibirischen Städten (darunter Tara, Minusinsk, Tomsk, Barnaul, Ishim, Achinsk und Krasnojarsk) mit 30 Tsd. Rubel und eröffnete 1884 die erste kostenlose öffentliche Stadtbibliotheks Russlands.
- Kasaner Kirche (Irkutsk): Innokenti Michailowitsch Sibirjakow ließ 1885 die Kasaner Kirche in Irkutsk bauen. 1975 wurde die Kirche durch Beschluss des Regionalen Exekutivkomitees als Kulturerbe aufgenommen.
- Athos: Innokenti Michailowitsch Sibirjakow spendete rund 2,4 Mio. Rubel an bedürftige Kloster Russlands und baute eine Skite in St. Petersburg, den Haupttempel des Himmelfahrtsklosters in Irkutsk, die Skite des Walaam-Klosters, die Kathedrale des Apostels Andreas und ein Krankenhaus in der St.-Andreas-Skite der autonomen Mönchsrepublik Athos auf dem Heiligen Berg.
- Innokenti Sibirjakow Charitable Foundation (St. Petersburg): 2004 wurde in St. Petersburg die Wohltätigkeitsstiftung „Innokenti Sibirjakow Charitable Foundation“ gegründet. Sie definiert ihre Tätigkeit mit der Arbeit daran, im öffentlichen Bewusstsein der Russen die Idee der Notwendigkeit zu verbreiten, die Traditionen der Nächstenliebe am Beispiel des Lebens und Wirkens von Innokenti Michailowitsch wiederzubeleben.
- Der 1908 in Schottland gebaute Walfänger Sibirjakow wurde 1914 von Russland erworben und als Eisbrecher und Forschungsschiff nach Alexander Sibirjakow benannt (siehe auch Alexander Sibirjakow (Schiff)).

## Filme
2016 wurde von der Journalistin Olga Rintschinowa und der Regisseurin Maria Aristowa ein Dokumentarfilm mit dem Titel Sibirische Geschichte – Die Sibirjakow-Dynastie (russisch Сибирская история – Династия Сибиряковых) gedreht. Sie besuchten Orte, die mit der Sibirjakow-Dynastie in Verbindung stehen, treffen sich mit Historikern und befragen Archive und Personen, die mit dem Thema des Films in Verbindung stehen. Herausgeber war die Staatliche Fernseh- und Rundfunkanstalt Irkutsk, unterstützt wurde er vom Gouverneur der Oblast Irkutsk.
Ebenfalls 2016 wurde ein weiterer Film gedreht, zu Ehren von Innokenti Michailowitsch Sibirjakow und dem 1000-jährigen Jubiläum des altrussischen Mönchtums vom Regisseur Alexander Karpow:

«Присвячено фільм пам'яті одного з найбагатших золотопромисловців Російської імперії Інокентія Михайловича Сибірякова (1860-1901), щедрого благодійника та мецената, який став подвижником на Святій Горі Афон. Вихований батьками в традиціях християнського благочестя і милосердя, він мав виняткову широту душі, намагаючись у своєму житті на практиці втілити Євангельські Заповіді, допомагаючи незаможним, фінансуючи науково-освітні проекти, будуючи лікарні та школи. Почавши життя успішним купцем-мільйонником, І.М. Сибіряков завершив свій земний шлях смиренним схимонахом на Святій Горі Афон у відбудованому на його таємні пожертвуви Свято-Андріївському скиту.»

„Der Film ist dem Andenken an einen der reichsten Goldgräber des Russischen Reiches gewidmet, Innokenti Michailovich Sibirjakow (1860–1901), einen großzügigen Wohltäter und Kunstmäzen, der auf dem Berg Athos Mönch wurde. Er wurde von seinen Eltern in der Tradition der christlichen Frömmigkeit und Nächstenliebe erzogen und besaß eine außergewöhnlich weite Seele. Er versuchte, die Gebote des Evangeliums in seinem Leben in die Praxis umzusetzen, indem er den Armen half, wissenschaftliche und pädagogische Projekte finanzierte und Krankenhäuser und Schulen baute. Nachdem er sein Leben als erfolgreicher Millionär begonnen hatte, beendete I.M. Sibirjakow seine irdische Reise als bescheidener Schismatiker auf dem Heiligen Berg Athos in der Skete des Heiligen Andreas, die mit seinen geheimen Spenden wieder aufgebaut wurde.“